# Kardinál vikář

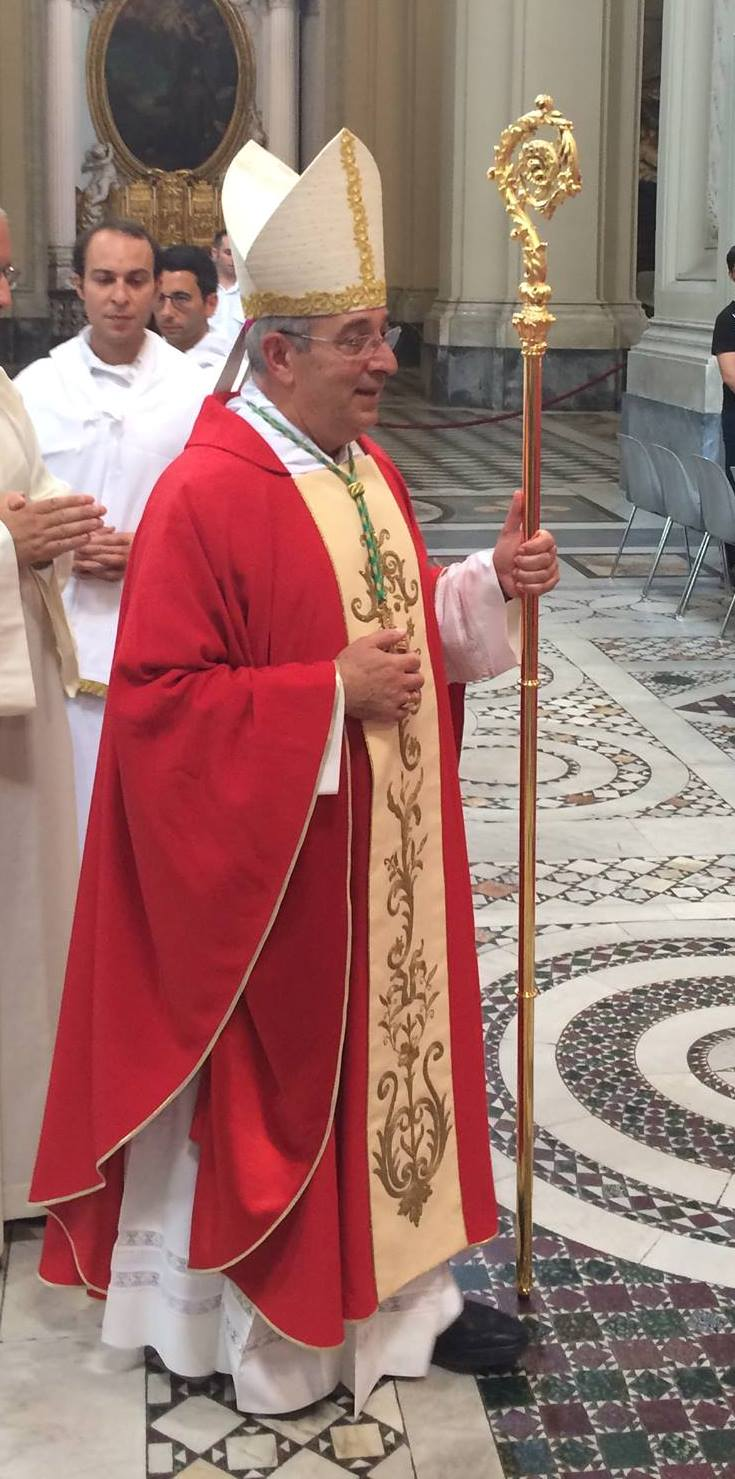
Kardinál Angelo De Donatis, emeritní generální vikář římské diecéze

Kardinál vikář (oficiálně Generální vikář Jeho Svatosti pro římskou diecézi) je kardinál jmenovaný papežem, aby v jeho jménu spravoval římskou diecézi.

## Charakteristika
Titul římského biskupa náleží výlučně papeži, který ovšem funkci vykonává prostřednictvím kardinála vikáře. V současnosti jsou práva a povinnosti kardinála vikáře definovány apoštolskou konstitucí Ecclesia in Urbe z roku 1998. Ve výkonu funkce kardinálu vikáři pomáhá římský vicegerent v hodnosti arcibiskupa, který je jeho generální vikář. Pro městský stát Vatikán je určen Generální vikář Jeho Svatosti pro Vatikánské město.